# 霍弋
霍弋（？—271年或以前），字紹先，荊州南郡枝江人，三國時期蜀漢、曹魏及西晋將領。父親為霍峻，同樣是蜀漢將領。

## 生平
蜀漢昭烈帝末年即223年，為太子舍人。刘禅登位後，除謁者。任在公元226年，隨諸葛亮北伐，诸葛亮任他为記室，让他和養子（实为侄子）诸葛乔相处。諸葛亮死後，任黃門侍郎。刘禅立刘璿为太子，以霍弋為太子中庶子。刘璿好骑射，出入无度，霍弋援引古书进行规劝，表现很得体。
後來參軍，任庲降都督「副貳都督」，轉任「護軍」，統事如前。霍弋曾領永昌太守討伐賊軍，後遷監軍翊軍將軍，兼任建寧太守，統治南中諸郡。
263年，升為安南將軍。同年，霍弋聞魏兵入蜀，欲赴成都，劉禪以備敵既定，不聽霍弋言。霍弋聞成都失守、蜀汉亡国後，素服望西大哭三日。

### 交州後事
霍弋後降於魏，司馬昭拜為南中都督，與巴東太守羅憲守備蜀地。霍弋兼任交州刺史，可以便宜选用官吏。霍弋後來遣兵救援呂興，呂興被其手下功曹殺害，霍弋表奏建寧爨谷為交趾太守，又率牙門將董元、毛炅、孟幹、孟通、爨能、李松、王素等人出征，平定交趾、日南、九真三郡，封為列侯，進號崇賞。
《資治通鑑》上說：霍弋自寧州（今雲南）遺楊稷等人經略交、廣二州，採取水、陸二路並進。交州平定後，霍弋令楊稷、毛炅等戌守交趾，並與他們起誓說：「如果賊兵圍城不滿百日而投降，你們的家屬就要受誅；但如果超過百日而救兵不至，以至於城池陷落，就由我霍弋擔起責任。」271年，交州又被吳軍陶璜奪回，楊稷、毛炅糧盡援絕，守城百日後投降而就死。

## 家庭
- 霍篤，霍峻之兄。曾在故鄉聚集起部曲數百人。
- 霍峻，霍弋之父。[1]同為蜀漢將領。
- 霍在，霍弋之子。[1]
- 霍彪，霍弋之孫。[1]霍在之子[來源請求]。東晋、成漢地方官員。[2]

## 文學創作
在三國演義稱霍戈，內容與正史無大差別，主要描述盡在三國演義第119回。
在三國志姜維傳中，加上了好賭並且開設賭場的設定，與關索、楊宗一起被稱為蜀漢三大損友。

## 延伸阅读
[在维基数据编辑]
 《三國志/卷41》，出自陳壽《三國志》

| 官衔        | 官衔                     | 官衔                       |
| ----------- | ------------------------ | -------------------------- |
| 前任： 阎宇 | 蜀汉庲降都督 257年—263年 | 繼任： 末任 蜀亡后仍督南中 |